# بين روثمان
بين روثمان (بالإنجليزية: Ben Rothman)‏ هو لاعب كروكيت ‏ أمريكي، ولد في 9 نوفمبر 1983.